# Budafapuszta
Budafapuszta Kiscsehihez tartozó külterületi lakott hely Zala vármegyében, a Letenyei járásban.

## Fekvése
Az Egerszeg–Letenyei-dombságban fekszik, közigazgatási területén a 7542-es út halad végig. Közeli települések: Kiscsehi, Lispeszentadorján és Bázakerettye.

## Története
A település nevét az oklevelek 1310-ben említették először Budafaluus néven.
A 15. századtól birtokosai a Zichy család tagjai voltak.
1924-ben a csodálatos természeti környezetben levő dimbes-dombos, erdős tájon fekvő Budafapusztán a Zichy család intézőjének, Beivel Istvánnak irányításával itt vadászkastély építésébe kezdtek, mely 1926-ra el is készült. A kastély köré pedig parkot és a völgyben kis tavat is építettek.

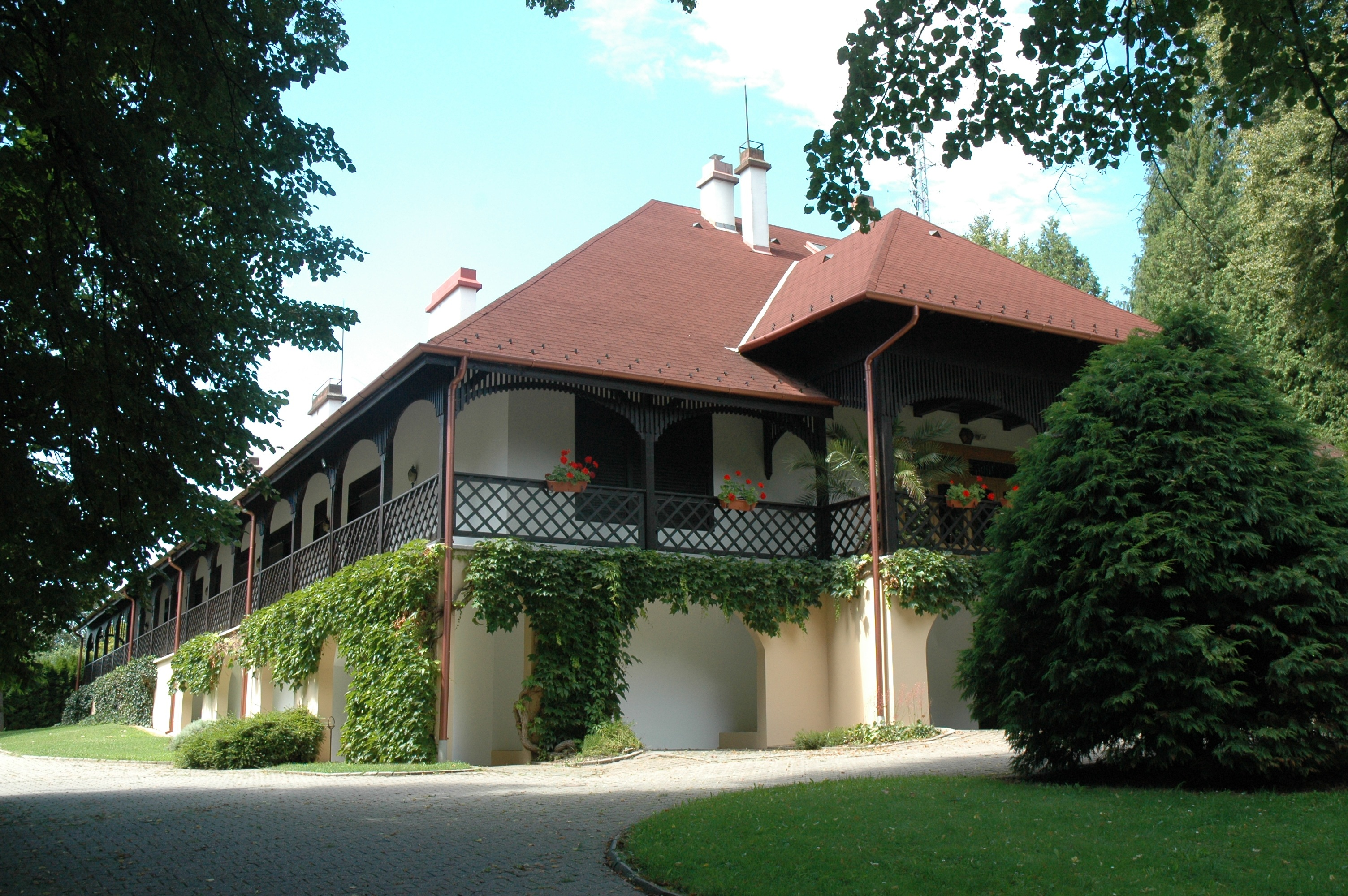
A Zichy-vadászkastély Budafapusztán

A kastélyt és a körülötte levő erdőket a Zichyek főleg őszi vadászataik alkalmával használták.
Budafapuszta a Zichy család birtokában volt egészen a 20. század elejéig, majd államosították.
Az itt lévő arborétumot 1959-ben a Zalai Erdő- és Fafeldolgozó Gazdaság létesítette, melynek kialakítására a göcseji bükktáj legszebb helyén került sor, elsősorban kísérleti és kutatási célokból. Az arborétum 48 hektáros területén mintegy 220 fás faj; melyből 132 fenyő és 88 lombos fa, illetve cserje faj található. Itt van Magyarország egyik legnagyobb kocsányos tölgyfája (Quercus) is, melynek a 2004-ben mért adatok szerint akkor 507 centiméteres törzsátmérője volt. Az arborétumot napjainkban a Zalaerdő Erdészeti Zrt. működteti. 
Az arborétum lucfenyő állománya a 2003. évi szárazság miatt jelentős szúkárosodást szenvedett. 2004-ben a szúkár a fiatalabb faállományban is megjelent, ezért mintegy 10 hektáron ki kellett vágni az arborétum faállományát, ez a munka 2004 őszére befejeződött. Az elpusztult fák helyére 2007-ig mindenhol fiatal csemetéket ültettek.
Budafapuszta másik nevezetessége, hogy az 1930-as években itt nyitották meg az első magyarországi földgázlelőhelyet is, amely a település alatt húzódik 1442 és 1788 méteres mélységben. Az itt lévő nagy kiterjedésű szénhidrogénmezőt 5 millió éves homokkő tárolókőzet zárja magába. Az EUROGASCO kutatócsoportja 1936. május 16-án jelölte ki a Budafa–1 jelű fúrás helyszínét, majd a kút 1937. február 9-én kezdett el földgázt termelni.
A Budafa–2 jelű fúrást helyszínét 1937. március 5-én jelölték ki – ez azonban már a szomszédos Lispe község határában feküdt –, majd április 11-én kezdték meg a fúrást. A Budafa–2-es kút 1937. november 21-én kezdett kőolajat termelni, a kezdeti időkben napi 62–65 m³ olajat adott. Ezzel a Budafa–2-es kút lett az első magyarországi ipari méretű olajbányászatot biztosító kőolajlelőhely. A budafapusztai kutatófúrások eredményeinek hatására alakult meg a Magyar–Amerikai Olajipari Rt. (MAORT).

## Nevezetességei
- Budafapusztai arborétum
- Zichy-vadászkastély
- Budafa–1 földgázkút – ez volt Magyarország első földgázlelőhelye
- BT–2 jelű gyűjtőállomás – A MOL Bázakerettye határában lévő, ma is működő gyűjtőállomásának kezelőépületében 2001 óta működik múzeum. Kérésre, csak csoportosan látogatható. A Budafa–2 olajkúttól mintegy 200 m-re lévő gyűjtőállomás (tankállomás) a Magyar Olajipari Múzeum nyilvántartásába vett H–09 jelű olajipari emlékhely. A kezelőépületben a szénhidrogén-bányászat zalai történetét bemutató kiállítás, valamint a Buda Ernő-emlékszoba tekinthető meg.

- Az első zalai kutatófúrás emlékműve – Az 1921–1923 között végzett első zalai kutatófúrás emlékműve az arborétum területén található. Az emlékmű helyén lévő kutatófúrást az angol–perzsa érdekeltségű Magyar Olajszindikátus Kft. végezte. Olajat ott nem találtak, a kutatófúrást akkor 300 m-re délre mélyítették a később megtalált olajmező szélétől.

## Külső hivatkozások
- A Budafai Arborétum Bázakerettye turisztikai információs portálján
- A Budafaluus Programiroda honlapja Archiválva 2012. május 11-i dátummal a Wayback Machine-ben
- Budafai Arborétum – Itthon.hu